# Libyens generalförsamling
Libyens generalförsamlingen (Arabiska: المؤتمر الوطني العام, al-Mu’tamar al-Waṭanī al-‘āmm) är Libyens lagstiftande makt. Församlingen valdes i demokratiska val den 7 juli 2012 och tog den 8 augusti 2012 över makten från Nationella övergångsrådet, de råd som styrt Libyen sedan Libyska inbördeskriget 2011.